# 尚婢婢
尚婢婢（?—?），9世纪吐蕃末期鄯州节度使。本姓没卢，名赞心牙，羊同人，被赞普可黎可足征召为官。842年，吐蕃赞普朗达玛被佛教僧人所杀，时任洛门川讨击使的论恐热，西征讨伐篡位的云丹，大败宰相尚思罗的八万大军，成为青藏高原上最有实力的势力，自称宰相。鄯州（今青海乐都）节度使尚婢婢不服论恐热，843年，论恐热以大军二十万攻击尚婢婢，却被尚婢婢的四万军队击败，几乎全军覆没。844年，论恐热再攻鄯州，还是大败。849年，屯军河源军（今青海西宁）的尚婢婢轻敌，败于论恐热，兵驱甘州（今甘肃张掖）。论恐热和尚婢婢会战二十四年，866年十月，论恐热被尚婢婢部将拓跋怀光所杀。